# Національна безпека України
Національна безпека України — захищеність державного суверенітету, територіальної цілісності, демократичного конституційного ладу та інших національних інтересів України від реальних та потенційних загроз.
Захищеність цих же цінностей від загроз невоєнного характеру, Закон України «Про національну безпеку України» відносить до забезпечення державної безпеки.

## Стратегії безпеки України
Стратегія національної безпеки України, затверджена Указом Президента України від 14 вересня 2020 року № 392/2020, є основою для розробки інших документів стратегічного планування. які визначатимуть шляхи та інструменти її реалізації: Стратегії людського розвитку, Стратегії воєнної безпеки України, Стратегії громадської безпеки та цивільного захисту України, Стратегії розвитку оборонно-промислового комплексу України, Стратегії економічної безпеки, Стратегії енергетичної безпеки, Стратегії екологічної безпеки та адаптації до зміни клімату, Стратегії біобезпеки та біологічного захисту, Стратегії інформаційної безпеки, Стратегії кібербезпеки України, Стратегії зовнішньополітичної діяльності, Стратегії забезпечення державної безпеки, Стратегії інтегрованого управління кордонами, Стратегії продовольчої безпеки та Національної розвідувальної програми.

## Державна політика
Державна політика у сфері національної безпеки відповідно до Конституції та Закону України «Про національну безпеку України» спрямована на захист:
- людини і громадянина — їхніх життя і гідності, конституційних прав і свобод, безпечних умов життєдіяльності;
- суспільства — його демократичних цінностей, добробуту та умов для сталого розвитку;
- держави.